# داسوکه هوسوکاوا
داسوکه هوسوکاوا (به انگلیسی: Daisuke Hosokawa) (زادهٔ ۱۸ آوریل ۱۹۸۲) شناگر اهل ژاپن است.